# Corona (cervesa)
Corona Extra és una pale lager produïda pel Grupo Modelo a Mèxic, propietat d'AB InBev a Bèlgica. És una de les cerveses més venudes a tot el món. Habitualment, la Corona se serveix amb un tros de llimona dolça o de llimona al coll de l'ampolla per donar acidesa i sabor.
Des de 1998, Corona Extra ha estat la beguda importada més venuda als Estats Units d'Amèrica.

## Ingredients
Segons Sinebrychoff, una empresa finlandesa de Carlsberg, Corona Extra conté malt, blat de moro, llúpol, llevat, antioxidants (àcid ascòrbic), i alginat de propilenglicol com a estabilitzador. L'alginat de propilenglicol és un líquid sintètic, incolor, inodor i insípid que pertany a la mateixa classificació química que l'alcohol.

## Embalatge
La cervesa Corona està disponible en una varietat de presentacions embotellades, des de l'ampolleta de 207 ml (etiquetada com a Coronita, tot i que també se'n diu cuartito) fins a la Corona Familiar de 940 ml (també coneguda com a familiar, litro o mega). També existeix una versió de barril, així com la versió en llauna en alguns mercats.
A Espanya la cervesa té el nom de Coronita, ja que les famoses Bodegues Torres tenen marca registrada de "Coronas" des de 1907. L'embalatge, però, no s'ha alterat. Al Regne Unit, Canadà, Austràlia i als EUA, les ampolles petites de 210 ml també tenen el nom de "Coronita".

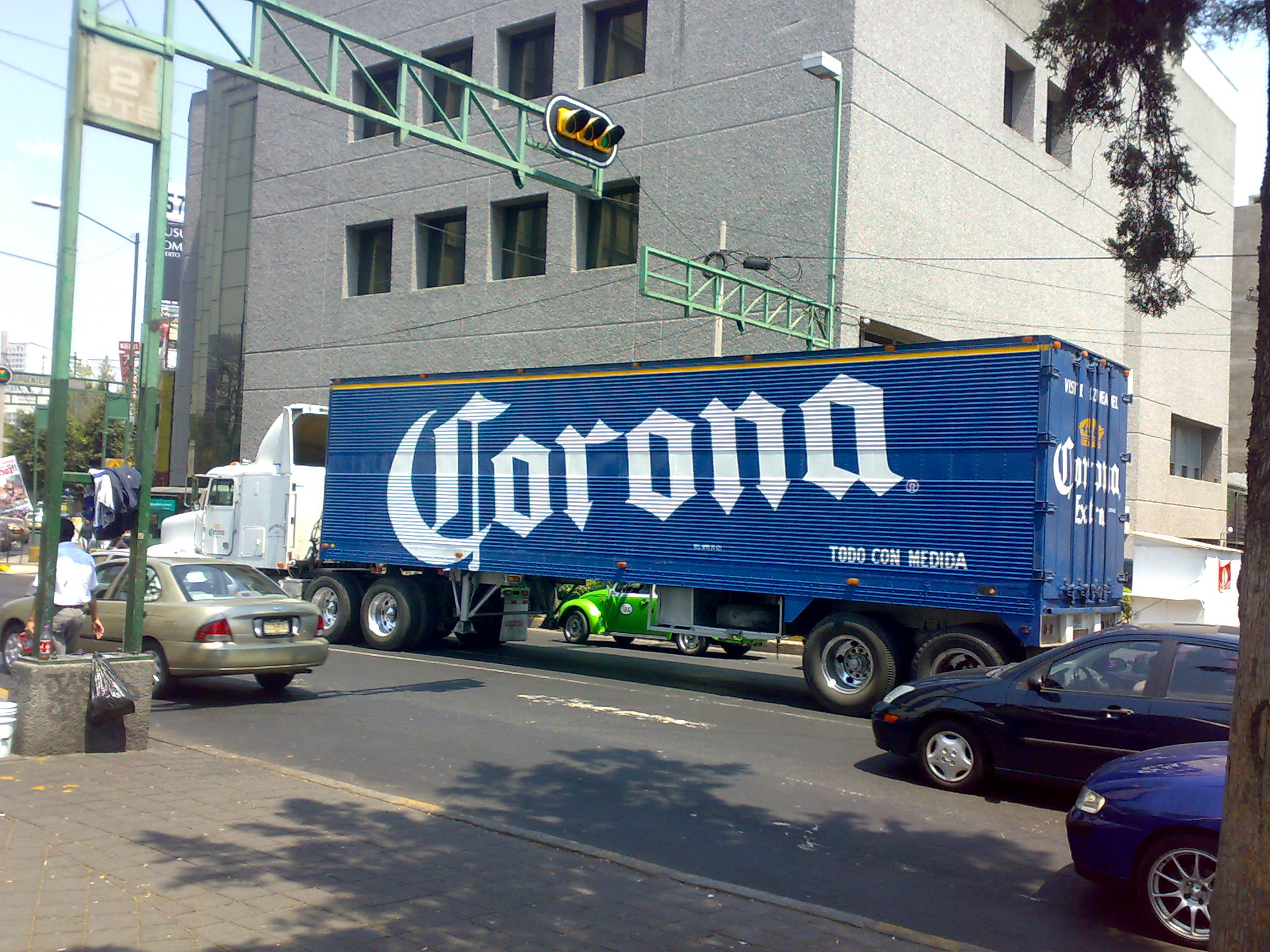
Camió mexicà de Corona

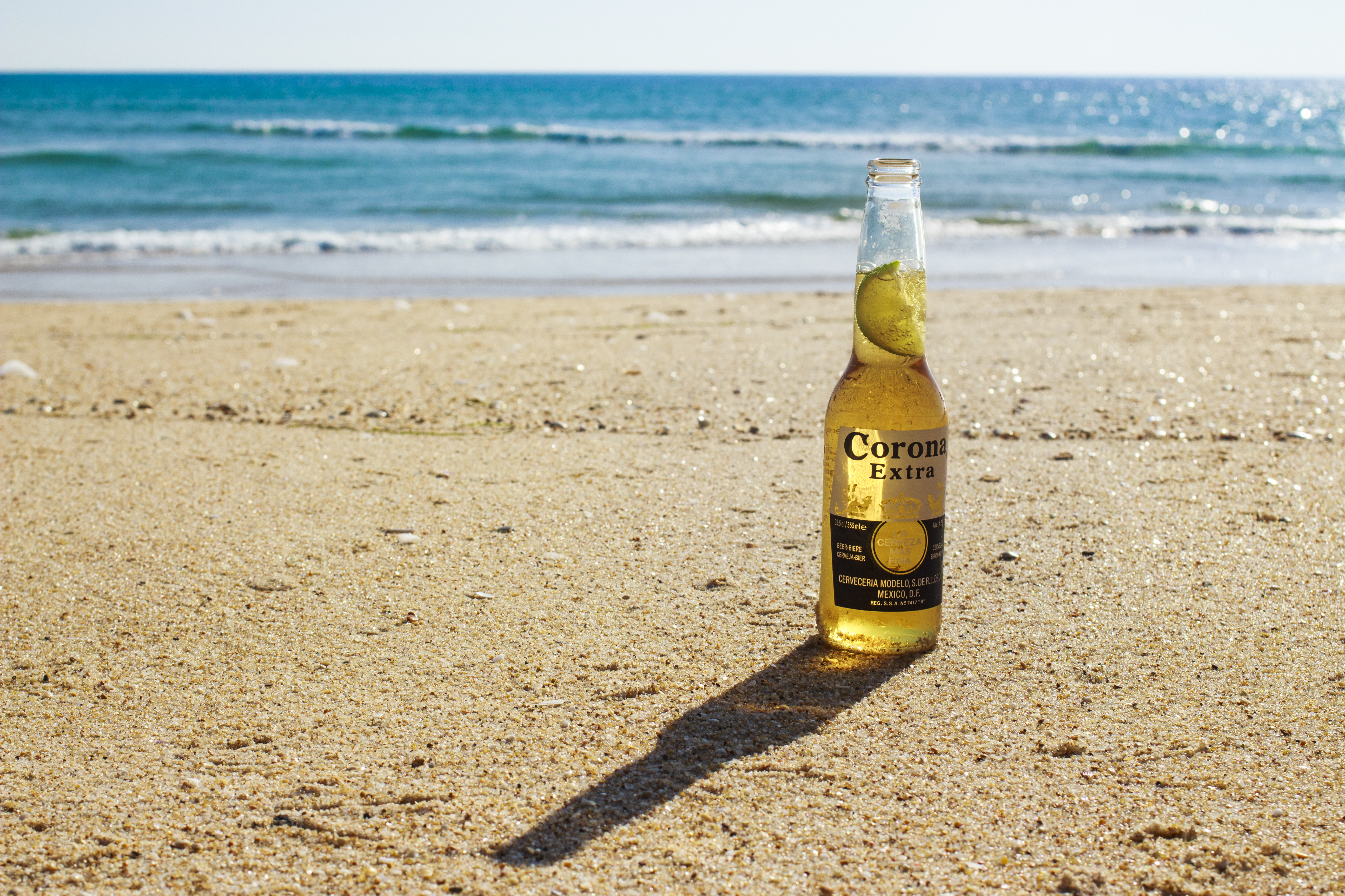
Ampolla de Corona amb un tall de llima

Alguns bars i restaurants serveixen un "Coronarita", un còctel de cervesa que consisteix en una ampolla de Corona del revés per caure en un margarita.

## Coronavirus SARS-CoV-2
El febrer de 2020, després que el coronavirus SARS-CoV-2 s'hagués estès per tota Xina, Corona va patir una pèrdua de 170 milions de dòlars en ingressos al país. L'empresa va atribuir la baixdaa de vendes al fet que menys persones sortien al carrer, ja que molts bars i restaurants havien tancat. Les marques múltiples de cervesa van patir caigudes de venda pertinents al país, mentre que l'expansió del SARS-CoV-2 havia afectat les activitats públiques generals. Les vendes eren habitualment altes durant aquest període, per les celebracions d'Any Nou xinès.
La CNN va informar que una enquesta de 5W Public Relations indicava que el 38% dels nord-americans no compraria Corona "en cap cas" a causa del brot; un 14% va dir que no demanaria una Corona en comerços. L'enquesta es va fer per telèfon a 737 consumidors americans de cervesa de més de 21 anys el 25 i 26 de febrer de 2020. El comunicat de premsa de l'empresa de relacions públiques diu que l'enquesta es va fer "en relació amb l'opinió que tenien sobre la marca mexicana de cervesa Corona a conseqüència del brot mundial de Covid-19." L'empresa no va publicar les dades metodològiques detalladament. La pregunta responsable de l'estadística del 34% ("Compraries en cap cas Corona ara?") no esmentava explícitament el coronavirus com a motiu. Per tant, es podria haver entès que es preferia una altra marca de cervesa. Entre els consumidors habituals de Corona, només un 14% va dir que no pensaven seguir consumint la marca. La columnista de Fox News Channel, Katherine Timpf, en referència a l'estadística de l'enquesta que indica que el 14% no demanaria una Corona en comerços, va dir "que és comprensible, perquè llavors hauries de tractar amb algun cambrer que vol ser còmic."
El Grupo Modelo va anunciar a Twitter que pararia de produir Corona durant el tancament de negocis no essencials del govern mexicà a causa de la COVID-19.